# インテークマニホールド
インテークマニホールド(英: intake manifold)は内燃機関の燃焼室に空気を導入するための多岐管(英: manifold)である。日本語ではインマニと略して呼ばれる場合がある。

## 概要
インテークマニホールドはエンジンが吸い込む混合気または空気を複数のシリンダーに分配する、枝分かれした管路である。吸入行程で燃焼室内に生ずる負圧により混合気や空気がインテークマニホールド内を流れ、屈曲や内径変化といったインテークマニホールドの設計はエンジンの燃焼効率や体積効率、ポンピングロスといった性能に影響を及ぼす。
インテークマニホールドはかつては鋳鉄やアルミニウム合金で製造されることがほとんどであったが、自動車用エンジンではエンジニアリングプラスチック製が増えている。

## ヘルムホルツ共鳴
インテークマニホールドの集合部分に広い空間を作ってサージタンク(英: surge tank)とし、各シリンダーに接続される枝管の長さや内径を調整してヘルムホルツ共鳴を利用してエンジンの性能を向上させる設計がとられる場合がある。吸入行程で燃焼室へと送り込まれる気体の速度は高く、吸気バルブが閉じられても気体には慣性が働いて、閉じたバルブに衝突する。これにより吸気ポート内の圧力は脈動的に変化し、エンジンの回転速度、すなわち吸気バルブの開閉周波数によってはヘルムホルツ共鳴が発生する。共鳴が発生するエンジンの回転速度は枝管の内径や管長に依存し、インテークマニフォールドを適切に設計して圧力が高くなる位相と吸気バルブが開くタイミングを一致させることでシリンダーごとの充填効率を高めることができる。同時に、共鳴がほかのシリンダーの枝管に影響すると設計通りの働きを示さない場合があることから、管の集合部にはサージタンクを設けて共鳴が他の枝管に影響するのを抑える構造になっている。
キャブレター仕様のV型8気筒エンジンで、クランク角の位相が180度異なるシリンダーの吸気脈動を分離するように二層分割型のサージタンク (デュアルプレーン式) を持つインテークマニホールドが採用される場合がある。一方のシリンダーからもう一方への圧力波の干渉を減少し、エンジン回転速度が中程度の領域において吸気の流れを滑らかにすることでトルクの落ち込み（トルクの谷）を小さくできる。こうしたマニホールドは、元は2バレルや4バレルキャブレターのために設計されたが、燃料噴射装置が普及した現在、スロットルボディインジェクションやマルチポイントインジェクションに用いられている。

### 可変長式インテークマニホールド

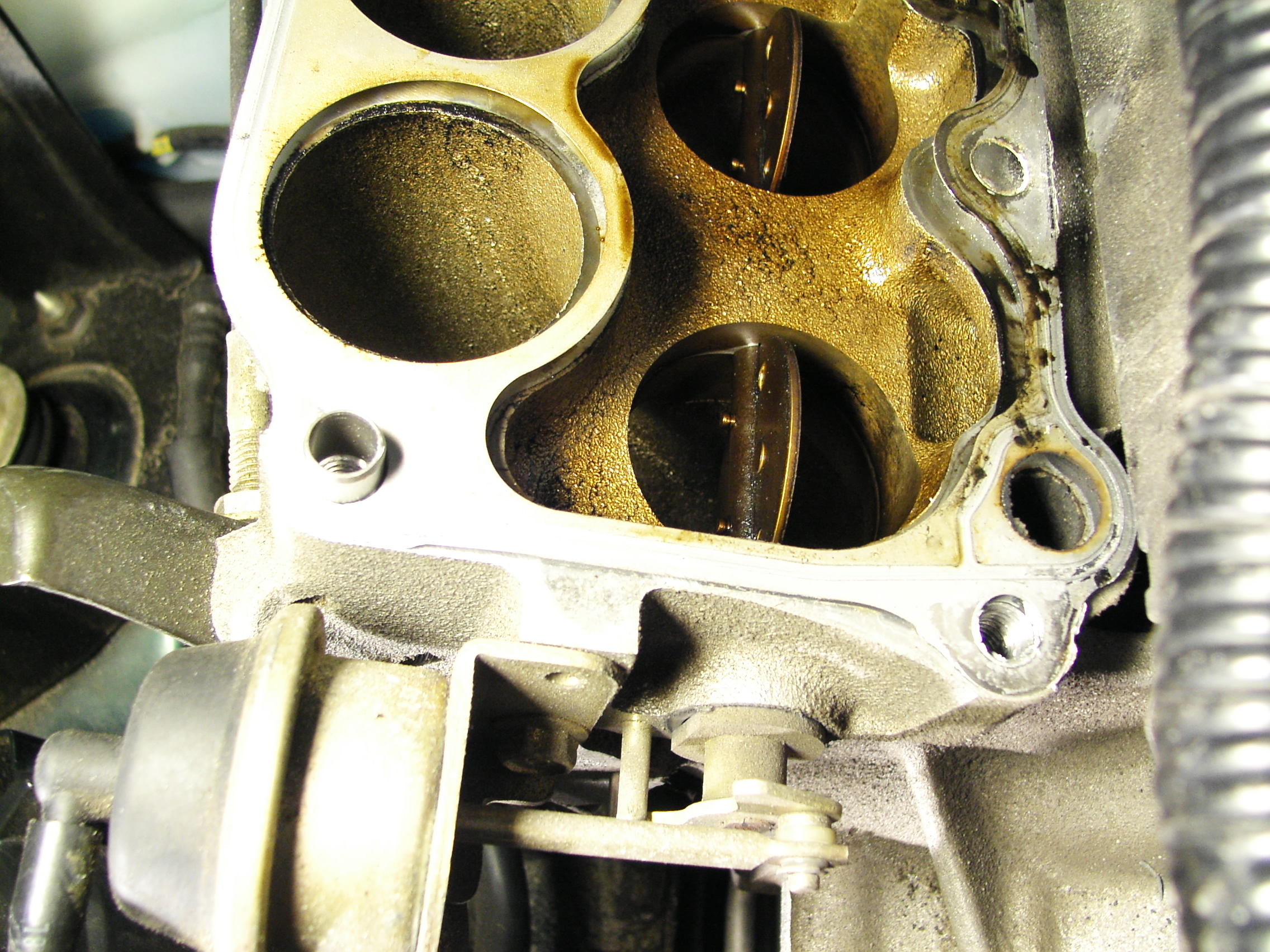
1999年式マツダ・ロードスターのBP-4WエンジンのVLIM。4気筒のうち同時点火される2気筒分の2系統の枝管を持った構造で、バタフライバルブにより切り替える。

電子制御技術の発展により、エンジン回転域に応じて枝管の長さを切り替える可変長式インテークマニホールド (英: Variable Length Intake Manifold, VLIM) が実用化された。低回転域用の長くて細い枝管であるプライマリポートと、高回転域用の短くて太いセカンダリーポートの2系統を用意し、エンジンの回転速度に応じて集合部の出口に設けられたバルブで切り替える。管長の違いによってヘルムホルツ共鳴の周波数を切り替えるだけでなく、プライマリポートは管径を細くすることで吸入空気の流速を上げ、セカンダリポートは吸気抵抗を少なくするために太く作られている。
切り替えバルブは複数設けられることがあり、2段階以上の可変長が可能な場合がある。
切り替えは必ずしも回転数のみで制御されているわけではなく、回転数とともに負荷によって変化する方式があり、この場合はどの回転数でも低負荷時は高回転域と同様の吸気管長の太く短い流路となることがある（トヨタACIS）。
また、単純に低回転域と高回転域での二段階の切り替えではなく、低・中・高回転域での三段階、もしくはそれ以上段階で制御する方式がある。これは切り替え部位が経路上に複数ある場合はそれぞれを切り替えることにより制御を行う。切り替え部位が1つで三段階の切り替えを行うケースでは、中回転域でのみ吸気管長を伸ばし、低回転域では高回転域と同様の制御とすることがある（ホンダ・R20A、スズキ・M16A等）。
以上のように低回転域や低負荷時においても高回転域と同様の流路とすることがあるのは、流量が少なく管長が長いことにより抵抗がかえって大きくなる場合や、流路を開放し全体をサージタンクとすることで低回転時、低負荷時に増加する吸気脈動を吸収し安定化させるケースなどで有効に働く。
このように可変長式であっても低回転域で必ず吸気管長が長くなっているとは限らず、また負荷によっても制御が異なることがある点は注意が必要となる。

## 付加機能
ガソリンやLPGなどを燃料とする火花点火機関ではインテークマニホールド内に生じる負圧を利用してバキュームアクチュエータで動作するエンジン補機や車載装備の動力源とすることが一般的で、ブレーキブースターや排出ガス対策装置、ディストリビューターの進角装置などが該当する。古くはワイパーやリトラクタブルヘッドランプの動力源として用いられたこともある。日本のタクシーにおいては一部の事業者が自動ドアの動力源として負圧を採用している。
ディーゼルエンジン搭載車の場合はスロットルバルブがないのでインテークマニホールドから十分な負圧が得られず、バキュームポンプによって負圧が作られる。
インテークマニホールドには吸入空気や混合気を温める機能を付加される場合がある。ディーゼルエンジンのうち、シリンダーヘッドにグロープラグを持たない直噴式では、電熱線でインテークマニホールドを通過する空気を温めて冷間時の始動を助けるインテークヒーターが備わる。ガソリンエンジンではエキゾーストマニホールドとインテークマニホールドを隣接させて排気熱を吸入混合気に伝え、燃料の気化を促進させるための機構が備わる例がある。ヒート・ライザー(英: Heat Riser)と呼ばれ、主にターンフロー式シリンダーヘッドで用いられたこの機構は、エキゾーストマニホールドに設けられたヒートライザーバルブを開いて、冷間時に排気の流れをインテークマニホールドに接する管壁へ迂回させる。ヒートライザーバルブは、バイメタルやバキュームアクチュエータで動作するバタフライバルブが用いられた。しかし一方で、キャブレターにパーコレーションが発生するなどの問題があった。